# Campeonato Nacional de Rodeo de 2013
El Campeonato Nacional de Rodeo de 2013 fue la versión número 65 del Campeonato Nacional de Rodeo. Se disputó entre el 4 y el 7 de abril de 2013 en la Medialuna Monumental de Rancagua y fue organizado por la Federación del Rodeo Chileno, ente reguladora del rodeo chileno, deporte nacional de Chile.
Los campeones fueron Gustavo Valdebenito y Luis Fernando Corvalán, jinetes del Criadero Peleco, quienes montaron a "Compadre" y "Quitralco". La Serie de Campeones se definió en un emocionante desempate en donde llegaron empatados los jinetes del Criadero Peleco y los andinos José Luis Ortega y Gustavo Ortega, ambas colleras con 36 puntos. El tercer lugar fue para Luis Yáñez y Luis Eduardo Cortés, con apenas un punto menos que los campeones.
Este resultado fue el primer título nacional para Valdebenito y Corvalán, quienes ya habían sido vicecampeones y terceros campeones. El popular Loco Ortega estuvo a punto de obtener su primer título nacional después de ser protagonista desde hace muchos años, esta vez junto a su hijo Gustavo, quien clasificó por primera vez a un Campeonato Nacional, después de recuperarse de un grave accidente producto de una fuerte caída de un caballo que lo tuvo al borde de la muerte tres años antes.
Horas antes de la gran final del rodeo, se disputó el movimiento de la rienda. Yeny Troncoso ganó la competencia femenina junto a "Escarchado" con 50 puntos, alcanzando su tercer título personal. Por su parte, la competencia masculina la ganó 
el jinete de Talca Nelson Rojas, quien montó a "Delicia" y totalizó 64 puntos.
Durante los cuatro días de competencia asistieron cerca de 50.000 personas y para la gran final del día domingo la medialuna estaba con su capacidad completa. Además la final fue seguida por millones de chilenos que pudieron ver la Serie de Campeones en vivo por las pantallas de La Red.

## Resultados

### Serie de campeones

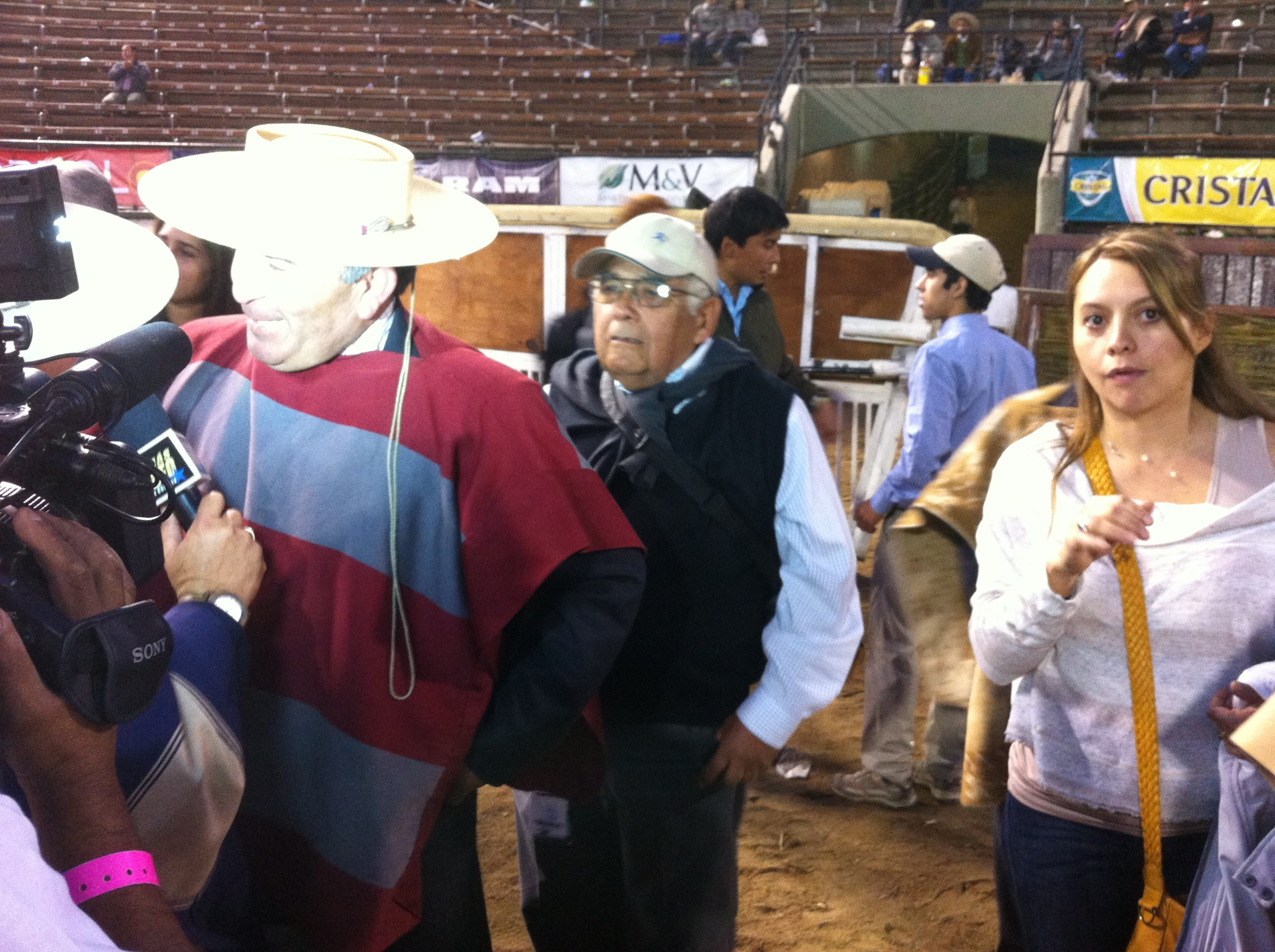
José Luis Ortega atendiendo a la prensa después del subcampeonato.

La Serie de campeones es la gran final del campeonato. Clasificaron un total de 38 colleras, entre las cuales estaban los campeones de 2012 Juan Carlos Loaiza y Eduardo Tamayo, los campeones de los cuatro rodeos clasificatorios y finalmente los que alcanzaron su cupo en las distintas series de clasificación disputadas desde el jueves 4 de abril. 
El ejemplar que obtuvo el tradicional premio del sello de raza fue para "Fajo", montado por José Tomás Meza (alzada: 1,39 m; cincha: 1,64 m; y caña: 18,5). Posteriormente se dio inicio al primer animal del campeonato, en donde el puntaje más alto fue de 12 puntos. Al segundo animal pasaron todas las colleras que habían obtenido cuatro o más puntos. Dos colleras alcanzaron 12 puntos, máximo puntaje del segundo animal.
El corte de puntaje para el tercer animal fue de 14 puntos. Un total de doce colleras pasaron al tercer animal, que a su término era liderado por Luis Eduardo Cortés y Luis Yáñez con 29 puntos. Peleco terminó con 28 puntos el tercer toro, mientras que los Ortega marcaron 12 (con atajadas espectaculares), y pasaron al cuarto toro con 26 puntos.
Seis colleras disputaron el cuarto animal que cortó en 24 puntos. Los primeros en la cancha fueron los del Palmas de Peñaflor, quienes realizaron 6 puntos y quedaron con 35. Después fue el turno para José de la Jara y Gonzalo Abarca quienes venían con 28 puntos, pero realizaron un punto malo y quedaron sin opción al título.
Llegaba el turno para José Luis Ortega, quien corrió junto a su hijo Gustavo. El popular "Loco", favorito del público por su emocionante forma de correr, marcó 10 junto a Gustavo, quedando con 36 puntos y dejaban expectante a todo el público de la colmada medialuna. Luego vino el turno de la mejor collera de la historia del rodeo chileno, Juan Carlos Loaiza y Eduardo Tamayo junto a sus yeguas tenían 24 puntos, por lo que solamente una carrera perfecta lo dejaba con opción del título. Lamentablemente realizaron cuatro puntos buenos.
Los jinetes del Criadero Vista Volcán entraron a la cancha con 25 puntos, marcaron 8 en el cuarto, quedando con 33 puntos y olvidándose del segundo título nacional para Sebastián Walker. Los últimos en correr el cuarto toro fue el Criadero Peleco, venían con 28 puntos y el público estaba muy emocionado. Si hacían más de nueve puntos eran los campeones. Realizaron ocho puntos y quedaron empatados con 36 puntos junto a José Luis y Gustavo Ortegs en el primer lugar.
El desempate resultó muy emotivo ya que se trató de jinetes, con excepción de Gustavo Ortega, que estaban acostumbrados a figurar entre el pódium de los nacionales y por esas razones del destino nunca se habían coronado campeones nacionales. Los primeros en correr el desempate fueron los andinos, quienes realizaron una gran carrera de 10 puntos, la emoción estaba guardada para el final. En una carrera espectacular, Gustavo Valdebenito y Luis Fernando Corvalán marcaron 12 puntos, junto a "Compadre" y "Quiltralco", son los nuevos campeones.
| Cuarto Animal 2013 | Cuarto Animal 2013                           | Cuarto Animal 2013              | Cuarto Animal 2013 | Cuarto Animal 2013 |
| ------------------ | -------------------------------------------- | ------------------------------- | ------------------ | ------------------ |
| Posición           | Jinetes                                      | Caballos                        | Asociación         | Puntaje            |
| 1º                 | Gustavo Valdebenito y Luis Fernando Corvalán | "Compadre" y "Quitralco"        | Malleco            | 36+12              |
| 2º                 | Gustavo Ortega y José Luis Ortega            | "Granizo" y "Puyipato"          | Los Andes          | 36+10              |
| 3º                 | Luis Yáñez y Luis Eduardo Cortés             | "Destacado" y "Estreno"         | Talca              | 35                 |
| 4º                 | Sergio Labbé y Sebastián Walker              | "Poncho al Viento" y "Corajudo" | Valdivia           | 33                 |
| 5º                 | Eduardo Tamayo y Juan Carlos Loaiza          | "Dulzura" y "Delicada"          | Valdivia           | 28                 |
| 6º                 | José de la Jara y Gonzalo Abarca             | "Rota Tacaña" y "Estimada"      | Maipo              | 27                 |

### Serie Criadores
Esta serie fue la primera serie en disputarse. Se corrió el 4 de abril y fue ganada por el Criadero Vista Volcán.
- 1° Lugar: Criadero Vista Volcán, Sergio Tobías Labbe y Sebastián Walker (Asociación Río Cautín) en "Poncho Al Viento" y "Corajudo", con 35 puntos.
- 2° Lugar: Criadero Agua de los Campos y Maquena, José Miguel Almendras y Emiliano Ruiz (Asociaciones Santiago Oriente y Cordillera) en "Pellejuda" y "Cuenta Cuento", con 34.
- 3° Lugar: Criadero Palmas de Peñaflor, Luis Eduardo Cortés y Alfredo Moreno (Asociación Talca) en "Cacique" y "Salvaje", con 29.

### Serie Mixta
La Serie Mixta fue la segunda en disputarse. Fue ganada por los jinetes del Criadero Doña Emma, Manuel Yáñez y Pablo Aguirre. El segundo puesto fue para Patricio Carrasco y Francisco Aguirre. Este último jinete, con tan solo 12 años, se convirtió en el más joven en clasificar a la Serie Campeones de un Campeonato Nacional.
- 1º Lugar: Criadero Doña Emma, Manuel Yáñez y Pablo Aguirre (Asociación Río Cautín) en "Canta Serio" y "Grandioso", con 28 puntos.
- 2º Lugar: Patricio Carrasco y Francisco Aguirre (Asociación Coquimbo) en "Quebracho" y "Mala Cara", con 26.
- 3º Lugar: Criadero Taitao II, Diego Pacheco y Emiliano Ruiz (Asociaciones Colchagua y Santiago Oriente) en "Marito" y "Buen Amigo", con 25.

### Serie Caballos
La Serie Caballos otorgó tres cupos para la final. Los jinetes ganadores Luis Huenchul y José Omar Sánchez, quienes alcanzaron la gran suma de 36 puntos.
- 1º Lugar: Luis Huenchul y José Omar Sánchez (Asociación Colchagua) en "Maestro" y "Rastrojero", con 36 puntos.
- 2º Lugar: Criadero Peleco, con Gustavo Valdebenito y Luis Fernando Corvalán (Asociación Malleco) en "Año Negro" y "Tiqui Taca", con 32.
- 3º Lugar: Mariano Torres y José Astaburaga (Asociación Linares) en "Motín" y "Manzanito", con 22.

### Serie Yeguas
La Serie Yeguas no tuvo muchas sorpresas. Juan Carlos Loaiza y Eduardo Tamayo la ganador con 32 puntos. 
- 1º Lugar: Criadero Santa Isabel, Juan Carlos Loaiza y Eduardo Tamayo (Asociación Valdivia) en "Dulzura" y "Delicada", con 32 puntos.
- 2º Lugar: Criadero Los Marías de Santa Inés, Lelio Gatto y Enrique Moreno (Asociación Los Andes) en "Esperada" y "Tumbaita", con 30.
- 3º Lugar: Juan Alberto Delgado y Iván Carvajal (Asociación Santiago Oriente) en, "Changa" y "Almendra", con 29.

### Serie Potros
La tradicional Serie Potros fue ganada por José Tomás Meza y Gustavo Cornejo. Los jinetes de la Asociación Cordillera totalizaron 30 puntos. El segundo y tercer puesto se definió en un desempate que fue ganado por solo dos puntos de diferencia.
- 1º Lugar: José Tomás Meza y Gustavo Cornejo (Asociación Cordillera) en "Augurio" y "As de Copa", con 30 puntos.
- 2º Lugar: Schawky Eltit y Pablo Aninat (Asociación Quillota) en "Estafado" y "Tandeo", con 29 (+4).
- 3º Lugar: Diego Ordóñez y Francisco Chacón (Asociación Valdivia) en "Malacate" y "Froilán", con 29 (+2).

### Primera Serie Libre A
- 1º Lugar: Gustavo Ortega y José Luis Ortega (Asociación Los Andes) en "Granizo" y "Puyipato", con 36 puntos.
- 2º Lugar: Cristian Hermosilla y Mario Mallea (Asociación Curicó) en "Sorpresiva" y "Chistosita", con 33.
- 3º Lugar: José Antonio de la Jara y Gonzalo Abarca (Asociación Maipo) en "Rota Tacaña" y "Estimida", con 32.
- 4º Lugar: Criadero Amancay, Mario Tamayo y Diego Tamayo (Asociación O'Higgins) en "Encachao" y "Diajuera", con 31.*
- 5º Lugar: Jaime Fuentes y Rufino Hernández (Asociación Talca) en "Roteque" y "Amalia", con 30+6.*
- 6º Lugar: Ricardo Giglio y Pedro Pablo Vergara (Asociación O'Higgins) en "Amanecida" y "Enfoque", con 30+4.
- 7º Lugar: Diego Tamayo y Mario Tamayo (Asociación O'Higgins) en "Querencia" y "Es Más", con 29.

* Corrían solo por los premios (ya estaban clasificados a la final por haber sido campeones de los rodeos clasificatorios).

### Primera Serie Libre B
- 1º Lugar: José Tomás Meza y Gustavo Cornejo (Asociación Cordillera) en "Fajo" y "Trigal", con 34 puntos.
- 2º Lugar: Criadero Millalonco, Claudio Hernández y Rufino Hernández (Asociación Talca) en "Fascina" y "On Chuno", con 31.
- 3º Lugar: José Alfonso Díaz y Miguel Ugalde (Asociación O'Higgins) en "Garrincha" y "Enguindao", con 27.
- 4º Lugar: Juan Carlos Villarroel y Mauricio Villarroel (Asociación Los Andes) en "Escultor" y "Avispa", con 26.
- 5º Lugar: Pablo Pino y Vittorio Cavalieri (Asociación Santiago) en "Lindo Amigo" y "Guarisnaque", con 25.

### Segunda Serie Libre A
- 1º Lugar: Juan Stambuk y Pedro Espinoza (Asociación Quillota) en "Rebelde II" e "Indio", con 26 puntos (+4).
- 2º Lugar: Francisco Ramos y Hermann Sperberg (Asociación Bío-Bío) en "Sentencia" y "Luna", con 26 (+2).
- 3º Lugar: Julio Yáñez y Juan Martín Contreras (Asociación Valle Santa Cruz) en "Embrujo II" y "Discreto", con 25.
- 4º Lugar: Schawky Eltit y Pablo Aninat (Asociación Quillota) en "Jamás Nunca" y "Endemoniao", con 22.

### Segunda Serie Libre B
- 1º Lugar: Criadero Palmas de Peñaflor, con Luis Alberto Yáñez y Luis Eduardo Cortés (Asociación Talca) en "Destacado" y "Estreno" con 36 puntos.
- 2º Lugar: Carlos Schwalm y Gonzalo Schwalm (Asociación Osorno) en "Porfiada" y "Rosalía II" con 28.
- 3º Lugar: Diego Pacheco y Omar Sánchez (Asociación Colchagua) en "Perdonado" y "Roto Pobre" con 23+7.
- 4º Lugar: Luis Gaete y Jaime Contreras (Asociación Santiago) en "Campero" y "Remojón" con 23+4.

### Movimiento de la rienda femenino
La competencia femenina del movimiento de la rienda fue ganada por Yeny Trocoso, quien alcanzó su tercer título nacional, esta vez montando a "Escarchado" con un total de 50 puntos. Un punto menos que la amazona campeona obtuvo la multicampeona Romané Soto, quien no pudo alcanzar su sexto título nacional. La campeona también obtuvo el tercer puesto con "Estudiante", terminando una jornada brillante. Compitieron un total de seis binomios.
- Campeón: Yeny Troncoso (Asociación Osorno) en "Escarchado", con 50 puntos.
- Segundo campeón: Romané Soto (Asociación Colchagua) en "Farrero", con 49.
- Tercer campeón: Yeny Troncoso (Asociación Osorno) en "Estudiante", con 45.

### Movimiento de la rienda masculino
La final del movimiento de la rienda fue ganado por el talquino Nelson Rojas, quien montando a "Delicia", obtuvo su primer título nacional. El vicecampeonato fue para Luis Eduardo Cortés en "Condesa". El popular Negro Cortés no pudo alcanzar su séptimo título nacional. Los 64 puntos fueron los más altos desde que se corre con un máximo de 75.
- Campeón: Nelson Rojas (Asociación Talca) en "Delicia", con 64 puntos.
- Segundo campeón: Luis Eduardo Cortés (Asociación Talca) en "Condesa", con 55.
- Tercer campeón: Hugo Navarro (Asociación Curicó) en "Rastrojo", con 51.

## Clasificatorios
Se disputaron cuatro rodeos clasificatorios para el Campeonato Nacional de Rodeo, los cuales entregaron los cupos. Los campeones de cada rodeo clasificatorio clasificaron directamente a la Serie de Campeones del día domingo. 

### Clasificatorio de Lautaro
Se disputó los días 1, 2 y 3 de marzo en la Medialuna de Lautaro y fue el primer rodeo clasificatorio de la zona centro-sur. Este rodeo significó una gran inversión por parte de la asociación local y del gobierno regional, después de un trabajo de ocho años para lograr organizar este clasificatorio, se realizó un rodeo a la altura que ganó el Criadero Peleco. El movimiento de la rienda fue ganado por Luis Eduardo Cortés en "Condesa" con 60 puntos, mientras que la competencia femenina fue ganada por Yeni Troncoso en "Escarchado" con 42 puntos.
- 1° Lugar: Criadero Peleco, Gustavo Valdebenito y Luis Fernando Corvalán en "Compadre" y "Quitralco" con 32 puntos.
- 2° Lugar: Criadero Santa Isabel, Juan Carlos Loaiza y Eduardo Tamayo en "Dulzura" y "Delicada" con 29 puntos.
- 3° Lugar: Mariano Torres y José Astaburuaga en "Motín" y "Manzanito" con 26 puntos.

### Clasificatorio de Melipilla
Se disputó los días 8, 9 y 10 de marzo en la Medialuna de Melipilla y fue el primer rodeo clasificatorio de la zona centro-norte. El rodeo cumplió con las expectativas del municipio y de la asociación local. El ganado fue muy bueno y los campeones con 41 puntos superaron el récord absoluto de puntaje en los clasificatorios. El récord anterior fueron los 40 puntos de los hermanos Hernández en 2007.
El movimiento de la rienda fue ganado por Ricardo González en "Distinguío" con 56 puntos, mientras que la competencia femenina la ganó la señorita Ignacia del Río en "Escrúpulo" con 48 puntos.
- 1° Lugar: Emiliano Ruiz y Diego Pacheco en "Equipaje" y "Capataz" con 41 puntos.
- 2° Lugar: Juan Stambuk y Pedro Espinoza en "Estrellaso" y "Anacleto" con 33 puntos.
- 3° Lugar: Schawky Eltit y Pablo Aninat en "Jamás Nunca" y "Endemoniado" con 28 puntos.

### Clasificatorio de San Carlos
Disputado entre el 15 y el 17 de marzo en la Medialuna de San Carlos, el segundo rodeo clasificatorio de la zona centro-sur entregó 30 cupos para el Campeonato Nacional. Los campeones fueron Jaime Fuentes y Rufino Hernández, quienes montando a "Don Jaiva Roteque" y "Rari Amalia", realizaron un total de 30 puntos buenos.
El movimiento de la rienda fue ganado por Luis Gerardo Soto en "Rotito" con 52 puntos. Por su parte la competencia femenina la ganó Yeny Troncoso en "Estudiante" con 48 puntos.
- 1° Lugar: Jaime Fuentes y Rufino Hernández en "Roteque" y "Amalia" con 30 puntos.
- 2° Lugar: Cristian Gallardo y Jorge Gutiérrez en "Lucero" y "Costurero" con 21 puntos.
- 3° Lugar: Criadero Palmas de Peñaflor, Luis Eduardo Cortés y Alfredo Moreno en "Cacique" y "Salvaje" con 20 puntos.

### Clasificatorio de Los Andes
El segundo rodeo clasificatorio de la zona centro-norte se disputó entre el 22 y el 24 de marzo de 2013 en la Medialuna de Los Andes. La Serie de Campeones se definió en un desempate que finalmente fue ganada por Mario y Diego Tamayo del Criadero Amancay, quienes después de alcanzar 33 puntos, obtienen siete en el desempate. Por su parte, Raúl y Cristian Arraño solo logran un punto bueno en el desempate, quedando como segundos campeones.
El campeón del movimiento de la rienda fue el curicano Hugo Navarro en "Rastrojo" con 55 puntos. Por su parte, la competencia femenina fue ganada por Ignacia del Río en "Emboscadita" con 49 puntos.
- 1° Lugar: Criadero Amancay, Mario Tamayo y Diego Tamayo en "Encachao" y "Diajuera" con 33 puntos (+7).
- 2° Lugar: Raúl Arraño y Cristian Arraño en "Collanco Chico" y "Manantial" con 33 puntos (+1).
- 3° Lugar: José Sánchez y Luis Huenchul en "Rastrojero" y "Maestro" con 23 puntos.

## Cuadro de honor temporada 2012-2013
Al finalizar la temporada 2012-2013 la Federación del Rodeo Chileno premió, como es tradicional, a los mejores jinetes, yeguas, potros y caballos de la temporada.

### Jinetes
- 1° Gustavo Valdebenito (Asociación Malleco-Club Purén) 386 puntos.
- 2° Luis Fernando Corvalán (Asociación Malleco-Club Purén) 371 puntos.
- 3° José Luis Ortega (Asociación Los Andes-Club San Esteban) 306 puntos.
- 4° Luis Eduardo Cortés (Asociación Talca-Club Cumpeo) 239 puntos.
- 5° Gustavo Ortega (Asociación Los Andes-Club San Esteban) 172 puntos.
- 6° Luis Alberto Yáñez (Asociación Talca-Club Cumpeo) 166 puntos.
- 7° Eduardo Tamayo (Asociación Valdivia-Club Futrono) 151 puntos.
- 8° Juan Carlos Loaiza (Asociación Valdivia-Club Futrono) 145 puntos.
- 9° Sergio Tobías Labbé (Asociación Valdivia-Club Panguipulli) 107 puntos.
- 10° Gonzalo Abarca (Asociación Maipo-Club Aculeo) 36 puntos.

### Yeguas
- 1° El Combo Rota Tacaña ("Tacaño" y "Arapienta"), propiedad de Marcos Guzmán, 358 puntos.
- 2° Huacacura Estimada ("Estoque" y "Doña Flor"), propiedad de Marcos Guzmán, 340 puntos.
- 3° Santa Isabel Dulzura ("Talento" y "Almendra"), propiedad de Agustín Edwards Eastman, 320 puntos.
- 4° Santa Isabel Delicada ("Talento" y "Estimulada"), propiedad de Agustín Edwards Eastman, 281 puntos.
- 5° El Ideal Changa ("Chamullo" y "Estancia"), propiedad de Alberto Delgado Valverde, 138 puntos.
- 6° Alucarpa Almendra ("Ramoneo" y "Alaraca"), propiedad de Alberto Delgado Valverde, 107 puntos.
- 7° Palmas de Peñaflor Querencia ("Qué Más Da en Domingo" y "Es Buena"), propiedad de Rodrigo Errázuriz Ruiz-Tagle, 102 puntos.
- 8° Santa Isabel Cantora ("Nudo Ciego" y "Bombonera"), propiedad de Agustín Edwards Eastman, 86 puntos.
- 9° Las Marías de Santa Inés Esperada ("Portalón" y "Vihuela"), propiedad de Milton Villalón Pizarro, 83 puntos.
- 10° Las Marías de Santa Inés Tumbaíta ("Tumbaíto II" y "Cautela"), propiedad de Milton Villalón Pizarro, 70 puntos.

### Potros
- 1° Vista Volcán Poncho al Viento ("Remehue" y "Vizcacha"), propiedad de Ricardo Walker Arangua, 363 puntos.
- 2° Vista Volcán Corajudo ("Remehue" y "Destapada"), propiedad de Ricardo Walker Arangua, 341 puntos.
- 3° Vista Volcán Estafado ("Estandarte" y "Totora"), propiedad de Schawky Eltit Maggi, 253 puntos.
- 4° Santa Isabel Augurio ("Satanás" y "Esperada"), propiedad de Felipe Lamarca Claro, 193 puntos.
- 5° Las Terrazas de San Isidro Tandeo ("Refrán" y "Talavera"), propiedad de Nicolás Maggi Zamora, 178 puntos.
- 6° El Trapiche Malacate ("Amuleto" y "Mala Racha"), propiedad de Luis Higueras Ordóñez, 153 puntos.
- 7° Bramido As de Copa ("Estero" y "Sota de Oro"), propiedad de Felipe Lamarca Claro 136 Puntos.
- 8° Claro de Luna Capataz ("Plesbiscito" y "Cureña"), propiedad de Emiliano Ruiz Lobos, 114 puntos.
- 9° El Trapiche Froilán ("El Concho" y "Fachosa"), propiedad Luis Higueras Ordóñez, 69 Puntos.
- 10° Santa Graciela de La Capellanía Fajo ("Filtrado" y "Garantía"), propiedad de Enrique Álvarez Vega, 63 puntos.

### Caballos
- 1º Peleco Compadre ("Contulmo" y "Rosquera"), propiedad de Rubén Valdebenito Fuica, 382 puntos.
- 2º Peleco Quitralco ("Quillacón" y "Mistela"), propiedad de Rubén Valdebenito Fuica, 363 puntos.
- 3º Puerta Grande Puyipato ("Farolita" y "Puyipata II"), propiedad de Gonzalo Santa María, 298 puntos.
- 4º Don Jorge Granizo ("Río Claro" y "Llovizna"), propiedad de Gonzalo Santa María, 231 puntos.
- 5º Palmas de Peñaflor Estreno ("Esquinazo" y "Regalona"), propiedad de Alfredo Moreno Charme, 202 puntos.
- 6º Palmas de Peñaflor Destacado ("Cadejo" y "Escarlata"), propiedad de Alfredo Moreno Charme, 197 puntos.
- 7º Escuela Agrícola Maestro ("Rosqueador" y "Chacarera"), propiedad de Mario Silva Silva, 146 puntos.
- 8º La Reposada Rastrojero ("Cadejo" y "Espátula"), propiedad de Mario Silva Silva, 121 puntos.
- 9º Las Achiras Manzanito ("Hualle" y "Pretenciosa"), propiedad de José Astaburuaga Pérez, 64 puntos.
- 10º El Deslinde Motín ("Matorral" y "Escondida"), propiedad de Gabriel Orphanopoulos, 41 puntos.